# 土井末夫
土井 末夫（どい すえお、1902年〈明治35年〉1月6日 - 1976年〈昭和51年〉6月5日）は、日本の実業家、銀行家。第2代佐賀銀行頭取。東邦海運（現：NSユナイテッド海運）元常務。小幡亜鉛鍍金工場元常務。佐賀商工会議所元会頭。佐賀県テニス協会元会長。従五位勲四等旭日小綬章受章者。

## 来歴・人物
佐賀県佐賀郡川副町（現：佐賀市川副町）出身。佐賀市在籍。1927年（昭和2年）東京商科大学を卒業し、同年4月日本興業銀行に入行。
1937年（昭和12年）3月満洲興業銀行に出向。1941年（昭和16年）5月復帰。1946年（昭和21年）7月庶務部長となり、1948年（昭和23年）12月理事に選ばれ、後取締役と改称。
1951年（昭和26年）6月東邦海運（現：NSユナイテッド海運）常務に転じ、1957年（昭和32年）11月退任。1959年（昭和34年）4月小幡亜鉛鍍金工場常務、1960年（昭和35年）5月佐賀銀行頭取に就任。
1976年（昭和51年）6月5日午後9時30分、急性肺炎のため急逝。享年74。佐賀銀行はその功績をたたえ、同月10日、佐賀市民会館において香月義人頭取を葬儀委員長に銀行葬を執り行った。県内外の故人ゆかりの人が約1000人参列した。なお生前の功績に対して従五位勲四等旭日小綬章が追贈された。

## 人物
趣味は謡曲、テニス。宗教は浄土宗。山口高等商業学校時代の同期に京都大学教授の柴田敬、一年後輩に日本不動産銀行頭取の湯藤実則がいる。
1930年（昭和5年）の一年志願の将校。1942年（昭和17年）1月に召集されて、マレー、アンダマン、ビルマを転戦した。第18師団（菊兵団）の補充将校だったが、雲南まで入り込みながら、インパール作戦発動直前にシンガポールの司令部付きになる。

## 家族・親戚

#### 家族
- 妻・正子（1910年〈明治43年〉12月9日生） 
佐賀市出身[9]。東京都杉並区西荻窪在籍[9]。加藤家の長女として生まれる[9]。1928年（昭和3年）佐賀市立成美高等女学校（現：佐賀県立佐賀西高等学校）を卒業[9]。1933年（昭和8年）土井末夫と結婚し、夫・末夫の転勤のため満洲国新京に渡る[9]。1941年（昭和16年）帰国[9]。1951年（昭和26年）より西荻窪に居住し、良妻賢母として努めた[9]。なお主婦連合会支部長として活躍した[9]。宗教は仏教[9]。趣味は謡曲[9]、読書。茶道（表千家）と華道（小原流池坊）の免許を持つ[9]。家庭訓は「子供達の良き友」[9]。
- 長男・正（1934年〈昭和9年〉生）
一橋大学卒、味の素元勤務[1][9]。
- 長女・千栄子（1937年〈昭和12年〉生） 
大橋氏に嫁ぐ[1][9]。
- 次男・明（1940年〈昭和15年〉生） 
一橋大学卒、三菱電機元勤務[9]。

#### 親戚
- 義兄（妻の兄）・加藤芳春（1908 年〈明治41年〉3月15日生） 
広島県出身[10]。東京都杉並区西荻窪在籍[10]。1928年（昭和3年）大倉高等商業学校卒[10]。佐賀共立産業専務を経て、国際電設（旧：船舶無線電信電話、現：コムシスエンジニアリング）常務取締役に就任[9][10][11][12]。趣味はスポーツ[10][12]。
- 義弟（妻の弟）・加藤英男（生年不詳） 
平和相互銀行元勤務[9]。
- 曾姪孫・荻野鈴子（1994年1月31日生）
政治団体「雨龍会」代表。平野雨龍の名前で活動。